# 광장중학교
광장중학교(廣壯中學校)는 대한민국 서울특별시 광진구 광장동에 있는 중학교이다.

## 학교 연혁
- 1982년 12월 9일 : 광장중학교 설립 인가
- 1983년 2월 13일 : 교실 25실 및 부속시설 준공
- 1983년 3월 1일 : 초대 임원철 교장 취임
- 1983년 3월 2일 : 제1회 입학식 (남 10학급, 여 6학급)
- 1983년 4월 6일 : 개교식
- 1985년 3월 1일 : ‘85,’86 문교부지정 컴퓨터교육 연구학교
- 1992년 3월 1일 : 교사 7실 증축
- 2020년 9월 1일 : 제15대 나태영 교장 취임
- 2022년 3월 2일 : 제40회 입학식
- 2023년 1월 4일 : 제38회 졸업식(누계 18,536명)
- 2023년 3월 2일 : 제41회 입학식(186명)
- 2024년 3월 4일 : 제42회 입학식

## 논란 및 사건 사고
- 광장중 칼부림 예고 - 2023년 8월 4일 오후 1시 54분 디시인사이드 갤러리에 올라온 칼부림 예고 사건

## 참고 자료
- 광장중학교 - 한국교육학술정보원 학교알리미